# Prionostemma yungarum
Prionostemma yungarum is een hooiwagen uit de familie Sclerosomatidae.